# Shigeki Sato
Shigeki Sato (佐藤 茂樹 Sato Shigeki?) (17 de agosto de 1969) es un luchador profesional japonés, más conocido por su nombre artístico Dick Togo (ディック 東郷?).
Sato es ampliamente conocido por su trabajo en varias empresas del circuito independiente de Japón, contándose entre ellas Michinoku Pro Wrestling, Osaka Pro Wrestling y Dramatic Dream Team.
También tuvo un breve paso por el programa de lucha libre argentina 100% Lucha, siendo anunciado el 9 de marzo de 2008 como retador al entonces campeón Vicente Viloni por el Campeonato de 100% Lucha. Para tener la posibilidad de dicho combate,ese mismo día tuvo que hacer una lucha de prueba con Hip Hop Man para ganar la oportunidad, lucha la cual ganó y por lo tanto accede a la posibilidad de luchar con Viloni la proxima fecha. El 16 de marzo de 2008 se produjo la lucha entre Dick Sato y Vicente Viloni, este último perdió en primera instancia y Sato obtuvo el cinturón de campeón de Viloni. Sin embargo en el segundo y último combate del japonés en 100% lucha llevado a cabo el 23 de marzo de 2008, caería derrotado por Viloni quien recuperaría su título. Al final del mismo, Dick Sato le extiende la mano y le da un abrazo en señal de respeto, reconociendo el talento de Vicente Viloni en la lucha libre argentina. 

## En lucha
- Movimientos finales
  - Diving senton[1][2][3]
  - Seated crossface[1][2][3]

- Movimientos de firma
  - Silver Bullet[4] (Slingshot somersault senton, a veces hacia fuera del ring)[1]
  - Italian Fist[5] (Running fist drop)
  - Ankle lock
  - Arm drag
  - Backflip kick
  - Brainbuster
  - Diving somersault cutter[1][3]
  - Double underhook facebuster[1][2][3]
  - Dropkick, a veces desde una posición elevada
  - Hurricanrana
  - Kip-up
  - Lifting spinning DDT[1][3]
  - Oklahoma roll
  - Over the top rope suicide somersault senton[4]
  - Reverse STO[3]
  - Running big boot
  - Running lariat
  - Senton bomb[3]
  - Sitout back to belly piledriver
  - Sitout powerbomb
  - Spinning spinebuster
  - Standing moonsault[3]
  - Suicide dive[4]
  - Suicide springboard somersault senton
  - Tornado DDT[1][3]

- Managers
  - Yamaguchi-san

- Apodos
  - "Master of Wrestling" "The Spoiler"

X Dick Togo

## Campeonatos y logros
- 100% Lucha
  - Campeonato de 100% Lucha (1 vez)
    - Desafío Mundial

- Dramatic Dream Team

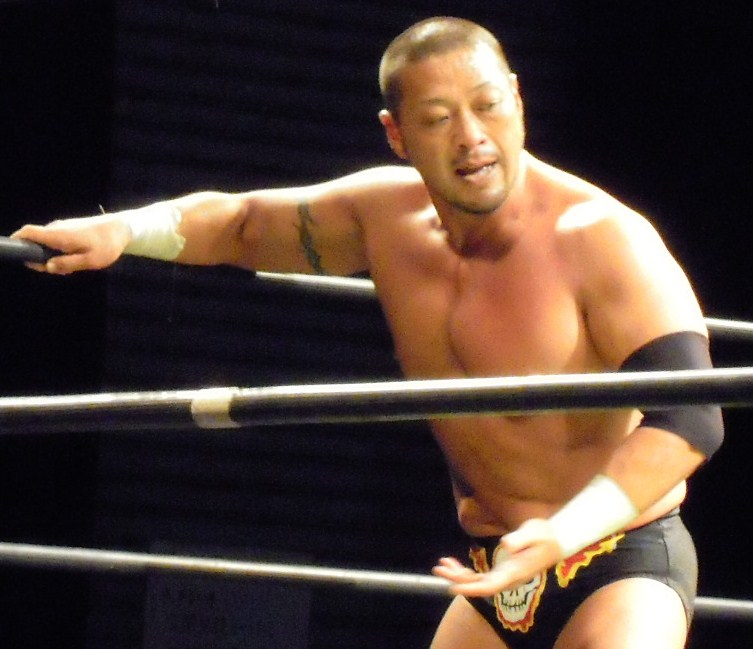
Sato durante un evento de Dramatic Dream Team, en 2010.

  - DDT Ironman Heavymetalweight Championship (1 vez)
  - DDT KO-D Openweight Championship (3 veces)
  - DDT KO-D Tag Team Championship (3 veces) - con Nobutaka Moribe (1), Antonio Honda (1) y PIZA Michinoku (1)

- Kaientai Dojo
  - K-Award Lucha en parejas del año (2007) con TAKA Michinoku contra Madoka & Kota Ibushi el 1 de diciembre

- Michinoku Pro Wrestling
  - British Commonwealth Junior Heavyweight Championship (1 vez)
  - MPW Tohoku Junior Heavyweight Championship (1 vez)
  - MPW Tohoku Tag Team Championship (1 vez) - con The Great Sasuke
  - UWF Intercontinental Tag Team Championship (1 vez) - con Gedo
  - Apex of Triangle Six–Man Tag Team Championship (1 vez) - con Masao Orihara & Kintaro Kanemura
  - Tetsujin Tournament (2002)
  - Futaritabi Tag Team League (1996) - con Mens Teioh
  - Futaritabi Tag Team League (2001) - con Gedo
  - Futaritabi Tag Team League (2003) - con Masao Orihara

- Mobius
  - Apex of Triangle Six–Man Tag Team Championship (2 veces) - con Masao Orihara & Kintaro Kanemura (1) y Masao Orihara & Tomohiko Hashimoto

- New Japan Pro Wrestling
  - IWGP Junior Heavyweight Tag Team Championship (1 vez) - con TAKA Michinoku

- Osaka Pro Wrestling
  - OPW Championship (1 vez)
  - 1st Year Anniversary Celebration Tag Tournament (2000) - con Black Buffalo

- Pro Wrestling El Dorado
  - UWA World Trios Championship (1 vez) - con PIZA Michinoku & Antonio Honda
  - Treasure Hunters Tag Team Tournament (2006) - con Shuji Kondo

- Pro Wrestling ZERO1-MAX
  - AWA World Junior Heavyweight Championship (1 vez)
  - NWA International Lightweight Tag Team Championship (1 vez) - con Ikuto Hidaka

- Universal Lucha Libre
  - UWF Super Welterweight Championship (1 vez)

- Pro Wrestling Illustrated
  - Situado en el Nº172 en los PWI 500 de 1997[6]
  - Situado en el Nº131 en los PWI 500 de 1998[7]
  - Situado en el Nº122 en los PWI 500 de 1999[8]
  - Situado en el Nº168 en los PWI 500 de 2000[9]
  - Situado en el Nº126 en los PWI 500 de 2001[10]
  - Situado en el Nº195 en los PWI 500 de 2002[11]
  - Situado en el Nº219 en los PWI 500 de 2003[12]
  - Situado en el N°208 en los PWI 500 de 2006[13]